# Приче из Непричаве
Приче из Непричаве је југословенска телевизијска серија снимана 1983. године. Сценарио је написао Александар Антић који је и режирао. Серија је снимана у селу Непричава, а главне улоге тумаче Зоран Радмиловић и Милена Дравић.

## Радња
Серија у којој нас распричани сељак и мудра учитељица воде кроз велику Непричаву, која "није село главно", али је лепо - просто непричавно. 
Незаборавни ликови Учитељице (Милена Дравић) и Сељака (Зоран Радмиловић) упознају нас са сеоским животом: пословима, обичајима, предметима, шалама, играма, мудрошћу, манама, песмама, храном, осећањима... "Непричава" нас подсећа одакле смо, чији смо, ко смо.
У свакој епизоди сазнаје се понешто о сеоском животу и радовима на њиви - шта је мотика, од чега се састоји бунар, чему служи фењер, представљају се инструменти - хармоника, гусле, виолина, дромбуље...
Објашњавао је Зоран надахнуто, из епизоде у епизоду, који су делови воденичког кола, или бунара, како се клепа секира, откива коса.
Милена Дравић, као учитељица, постављала је деци разне питалице, загонетке, говорила како треба да се понашају у разним ситуацијама.

## Улоге
| Глумац                   | Улога                       |
| ------------------------ | --------------------------- |
| Милена Дравић            | Учитељица (7 еп. 1983—1984) |
| Зоран Радмиловић         | Домаћин (7 еп. 1983—1984)   |
| Стојан Столе Аранђеловић | (7 еп. 1983—1984)           |
| Милутин Бутковић         | (7 еп. 1983—1984)           |
| Томанија Ђуричко         | (7 еп. 1983—1984)           |
| Вука Дунђеровић          | (7 еп. 1983—1984)           |
| Драгомир Фелба           | (7 еп. 1983—1984)           |
| Олга Ивановић            | (7 еп. 1983—1984)           |
| Сима Јанићијевић         | (7 еп. 1983—1984)           |
| Љубица Ковић             | (7 еп. 1983—1984)           |
| Предраг Лаковић          | (7 еп. 1983—1984)           |
| Никола Милић             | (7 еп. 1983—1984)           |
| Радмила Савићевић        | (7 еп. 1983—1984)           |

Комплетна ТВ екипа  ▼
| Редитељ              | Александар Антић   | (7 еп. 1983—1984)                         |
| Сценариста           | Александар Антић   | (7 еп. 1983—1984)                         |
| Композитор           | Младен Вранешевић  | (непознат број епизода)                   |
| Композитор           | Предраг Вранешевић | (непознат број епизода)                   |
| Директор фотографије | Војислав Лукић     | (непознат број епизода)                   |
| Монтажер             | Петар Аранђеловић  | (непознат број епизода)                   |
| Сценограф            | Миодраг Хаџић      | (непознат број епизода)                   |
| Костимограф          | Миланка Клипа      | (непознат број епизода)                   |
| Одсек за шминку      | Мирјана Стевовић   | шминкер (непознат број епизода)           |
| Менаџер продукције   | Зоран Јанковић     | вођа снимања (1 еп. 1984)                 |
| Менаџер продукције   | Бојан Маљевић      | директор филма (непознат број епизода)    |
| Помоћник режије      | Милан Чирића       | помоћник редитеља (непознат број епизода) |

## Музика
Епизоде „Прича из Непричаве“ обиловале су сонговима у препознатљивом стилу браће Вранешевић и „Лабораторије звука“ из Новог Сада.